# 伊万·安德烈耶维奇·库兹涅佐夫
伊万·安德烈耶维奇·库兹涅佐夫（俄语：Иван Андреевич Кузнецов，1937年6月27日—2021年2月22日），俄罗斯外交官，曾任外交部副部长。

## 生平
1966年毕业于莫斯科国立国际关系学院，进入外交部工作。1973年至1976年，担任苏联驻旧金山副领事。1976年至1977年，担任苏联驻纽约总领事。1991年至1996年，担任俄罗斯驻美国纽约总领事。1996年至1997年，担任俄罗斯外交部副部长。2021年2月逝世。